# Danszky József
Danszky József (Budapest, 1937. március 19. –) labdarúgó, középhátvéd, sportvezető. Az 1963-ban Közép-európai Kupát nyert és az 1963-64-es Kupagyőztesek Európa Kupája döntőjéig jutott MTK csapatának játékosa.

## Pályafutása

### Klubcsapatban
1948-ban a Ganz Vagon- és Gépgyár kölyökcsapatában kezdett futballozni. 1955-ben a magyar ifjúsági válogatott tagja lett, az 1956-ban külföldön maradt ifi válogatott keretének tagja volt, de sérülés miatt lemaradt az emlékezetes túráról. Az ifjúsági válogatottban nyújtott teljesítménye alapján igazoltatta le Bukovi Márton az MTK-ba.  1957 és 1964 között volt az MTK labdarúgója. 1963-ban bajnoki ezüst-, 1960-ban bronzérmet szerzett a csapattal. Az 1963-ban Közép-európai Kupát (KK) nyert csapat, valamint az 1964-ben a Kupagyőztesek Európa Kupája (KEK) döntőig jutott - és ezzel ezüstérmet nyert - csapat tagja. Összesen 61 bajnoki mérkőzésen szerepelt a kék-fehéreknél.

### A válogatottban
1962-ben  három alkalommal szerepelt a B-válogatottban.

### Sportvezetőként
1981 és 1983 között az MTK-VM labdarúgó-szakosztályának szakmai elnöke volt. 1984-től a BLSZ utánpótlás-szakfelügyelője lett. 1986-tól az MLSz ifjúsági bizottságának elnöke volt.

## Sikerei, díjai
- Magyar bajnokság
  - 2.: 1962–63
  - 3.: 1960–61
- Kupagyőztesek Európa Kupája (KEK)
  - döntős: 1963–64
- Közép-európai Kupa (KK)
  - győztes: 1963